# Yên Lãng, Đại Từ
Yên Lãng là một xã thuộc huyện Đại Từ, tỉnh Thái Nguyên, Việt Nam.

## Địa lý
Xã Yên Lãng nằm ở phía tây bắc huyện Đại Từ, là xã cực tây của huyện và của tỉnh Thái Nguyên, có vị trí địa lý:
- Phía đông giáp xã Na Mao và xã Phú Cường
- Phía tây giáp tỉnh Tuyên Quang
- Phía nam giáp xã Phú Xuyên
- Phía bắc giáp xã Minh Tiến.

Xã Yên Lãng có diện tích 42,10 km², dân số năm 1999 là 12.366 người, mật độ dân cư đạt 294 người/km².
Phía bắc xã có núi Hồng. Trên địa bàn xã có 3 dòng suối chính chảy từ dãy Tam Đảo và thuộc về hệ thống sông Công.
Xã có tuyến quốc lộ 37 thuộc đoạn nối giữ hai tỉnh Thái Nguyên và Tuyên Quang, tách nhau qua Đèo Khế. Ngoài ra, Yên Lãng còn là điểm cuối tuyến đường sắt Quan Triều - Núi Hồng chuyên dụng để chở than. Đây là điểm đầu của tuyến xe buýt số 2 nối với thị trấn Hùng Sơn và thành phố Thái Nguyên.

## Lịch sử
Sau năm 1975, Yên Lãng là một xã thuộc huyện Đại Từ.
Đến năm 2019, xã Yên Lãng được chia thành 30 xóm: Cầu Trà, Ao Trũng, Giữa, Đồng Đình, Đồng Tráng, Đồng Măng, Thắng Lợi, Hòa Bình, Quyết Tâm, Đồi Cây, Khuôn Muống, Tiến Đốc, Đoàn Kết, Đồng Cọ, Nhất Trí, Đồng Bèn, Đèo Xá, Cây Hồng, Đồng Ao, Đồng Ỏm, Đồng Cẩm, Chiến Thắng, Tiền Phong, Đèo Khế, Yên Từ, Khuôn Nanh, Đầm Làng, Trung Tâm, Quyết Thắng, Mới.
Ngày 23 tháng 7 năm 2019, sáp nhập xóm Hòa Bình vào xóm Đồng Măng, sáp nhập xóm Đồng Tráng vào xóm Đồng Đình, sáp nhập hai xóm Tiền Phong và Chiến Thắng thành xóm Đồng Dùm, sáp nhập xóm Đồng Bèn vào xóm Đèo Xá.

## Hành chính
Xã Yên Lãng được chia thành 26 xóm: Ao Trũng, Cầu Trà, Cây Hồng, Đầm Làng, Đèo Khế, Đèo Xá, Đoàn Kết, Đồi Cây, Đồng Ao, Đồng Cẩm, Đồng Cọ, Đồng Dùm, Đồng Đình, Đồng Măng, Đồng Ỏm, Giữa, Khuôn Muống, Khuôn Nanh, Mới, Nhất Trí, Quyết Tâm, Quyết Thắng, Thắng Lợi, Tiến Đốc, Trung Tâm, Yên Từ.

## Kinh tế - xã hội
Xã Yên Lãng có nhiều tài nguyên rừng và núi đá vôi, quặng thiếc và than, thu hút hàng ngàn lao động thủ công từ các xã, huyện lân cận đổ về kiếm sống và có trữ lượng 15 triệu tấn than.

## Văn hóa
Ngày 15 tháng 7 năm 1950, tại đồi Gò Gỗ, thôn Đồng Cẩm, xã Yên Lãng, tổng đội Thanh niên Xung phong đầu tiên của Việt Nam được thành lập, hiện nay xã có Tượng đài Truyền thống Thanh niên Xung phong Việt Nam.